# Malus hupehensis
Hải đường Hồ Bắc (danh pháp khoa học: Malus hupehensis) là loài thực vật có hoa trong họ Hoa hồng. Loài này được (Pamp.) Rehder mô tả khoa học đầu tiên năm 1933.
Đây là loài bản địa Trung Quốc. Hải đường Hồ Bắc là một loại cây rụng lá mạnh mẽ, cao tới 12 m và tán rộng.
Nụ màu hồng, mở ra những bông hoa trắng thơm vào mùa xuân. Quả có kích thước bằng quả anh đào màu đỏ tươi vào mùa thu. 

## Hình ảnh

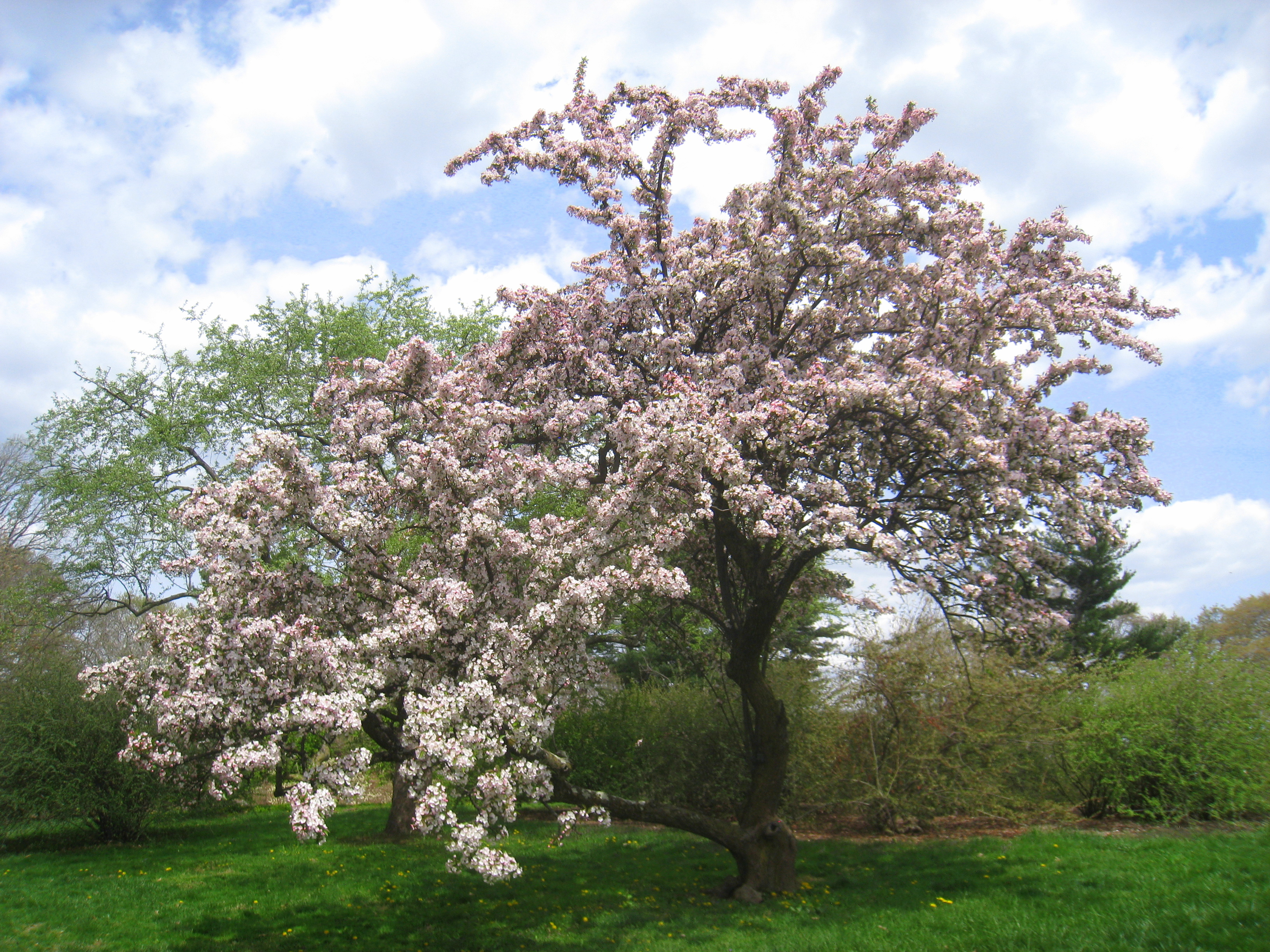
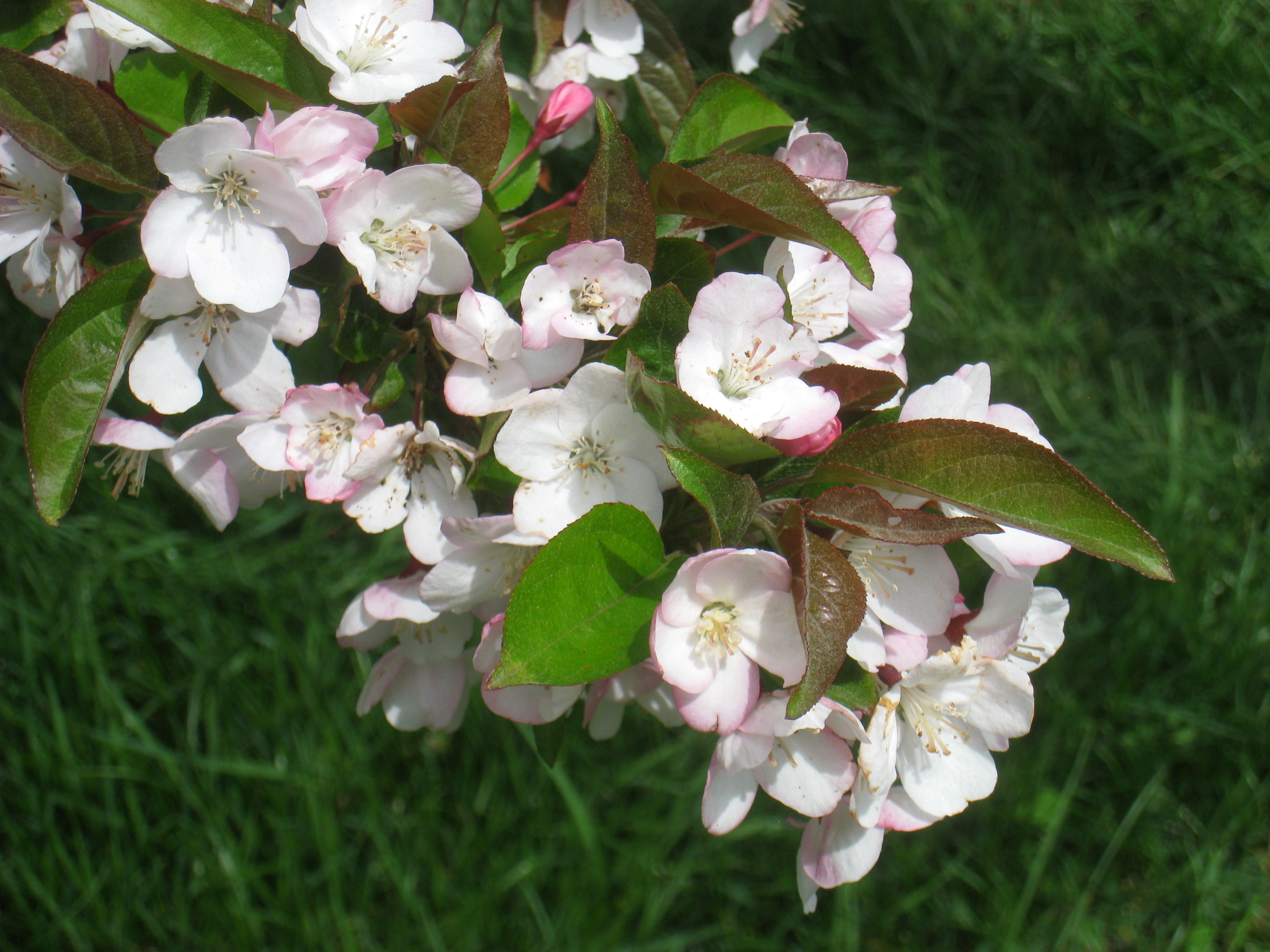
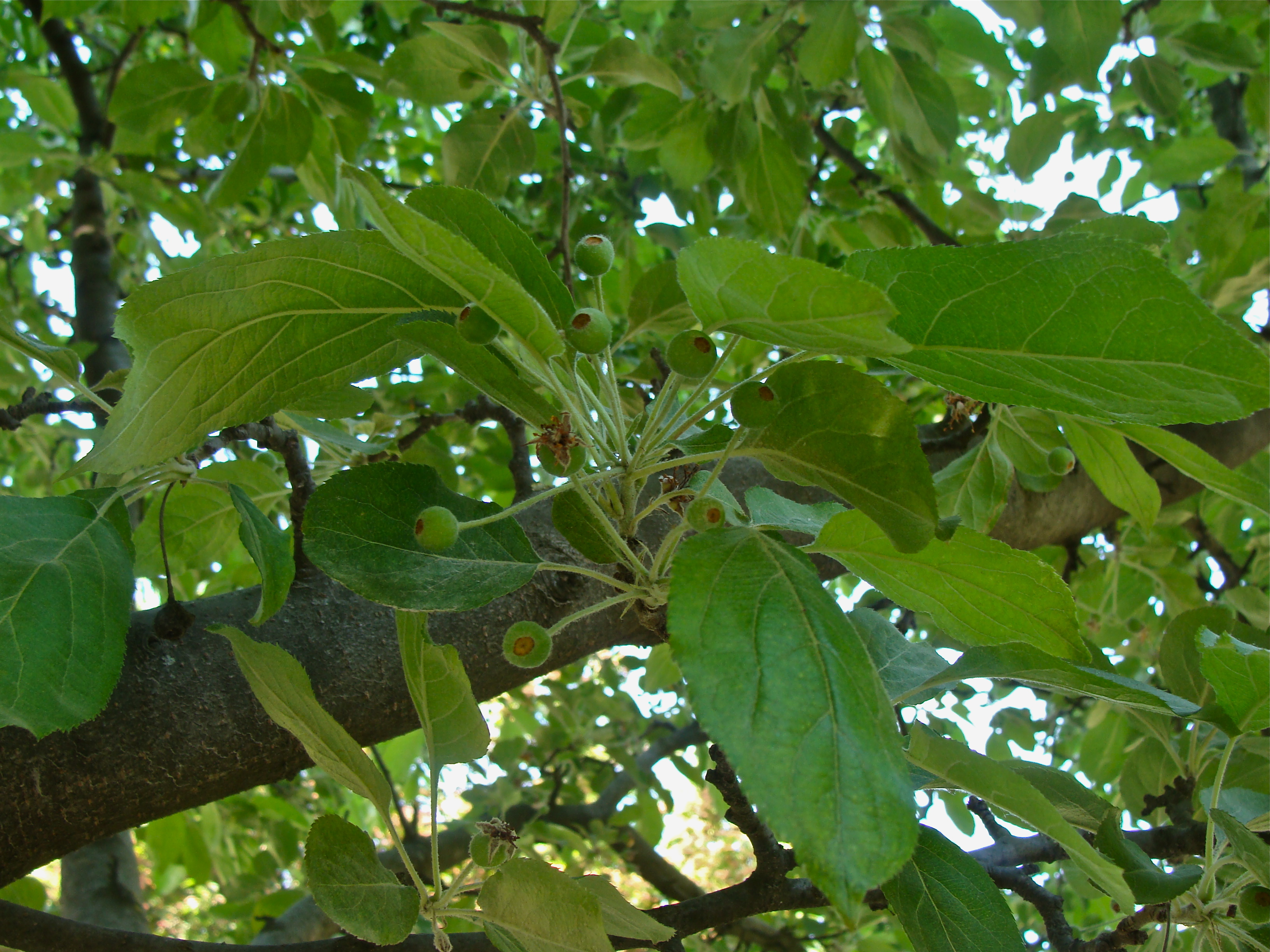
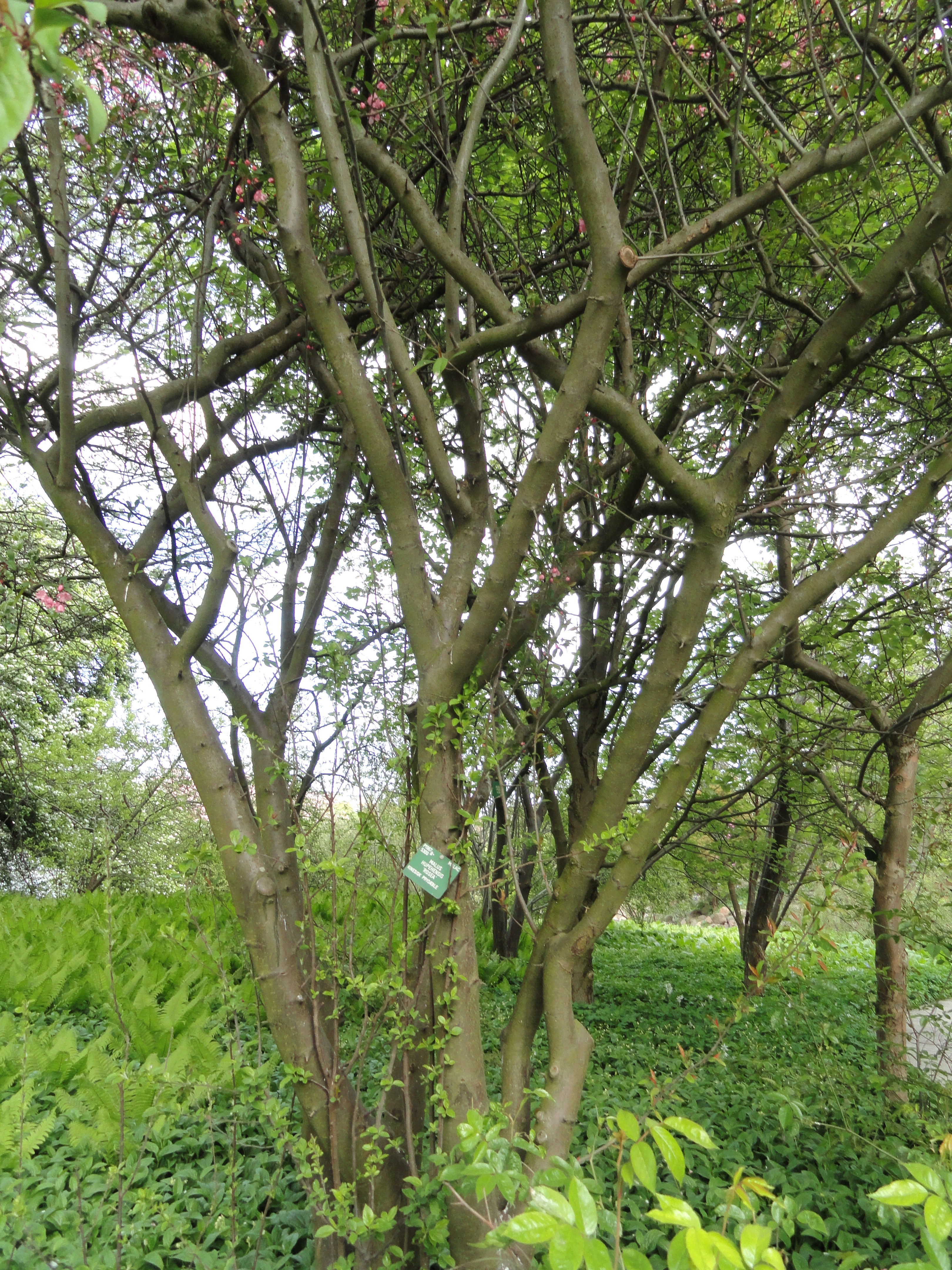